# Earth Blues
Pistes de First Rays of the New Rising Sun
Hey Baby (New Rising Sun)
(13) Astro Man
(15)
Earth Blues est une chanson de Jimi Hendrix parue après sa mort dans l'album First Rays of the New Rising Sun en 1997. Le titre était également disponible en 1971 dans l'album posthume Rainbow Bridge. C'est l'une des chansons qui avait été travaillée à l'origine avec le Band of Gypsys.

## Genèse et enregistrement
Les premiers enregistrements de Earth Blues se sont déroulés aux Record Plant Studios les 21 mai et 15 décembre 1969 avec le Band of Gypsys constitué du bassiste Billy Cox et du batteur Buddy Miles. Néanmoins la piste de base est enregistrée par le trio le 19 décembre 1969 toujours aux Record Plant Studios, à la onzième prise sur seize. Ce même jour, Jimi a invité les Ronettes, trio vocal féminin produit par Phil Spector, à venir faire les chœurs de la chanson avec le trio. Jimi avait déjà travaillé auparavant avec les Ronettes début 1966 en tant qu’accompagnateur. Toujours le même jour, Jimi termine la session en ajoutant une nouvelle partie de guitare et le chant principal. Cette version est publiée dans l'album People, Hell and Angels en 2013 sans les Ronettes. Par la suite, Jimi retravaille la chanson avec Billy et Buddy le 20 janvier.
Le trio Band of Gypsys interprète la chanson lors des concerts du 31 décembre 1969 et du 1 janvier 1970 au Fillmore East. Malheureusement, c'est l'une des chansons jouée avec Who Knows lors du pire concert du guitariste au Madison Square le 28 janvier 1970 avant de quitter la scène, étant incapable d'assurer le concert. Cet évènement met fin au Band of Gypsys.
Par la suite, Jimi décide d'effectuer de nouveaux ajouts de guitare le 24 mars toujours au Record Plant. Mais le guitariste perfectionniste, insatisfait du résultat des dernières séances, décide de la retravailler entièrement dans son nouveau studio, Electric Lady, le 26 juin 1970. Il ne garde que les chœurs et certaines parties de la piste de base dont la structure est quelque peu modifiée (les ajouts du 20 janvier et du 24 mars sont supprimés). D'abord, le batteur Mitch Mitchell remplace Buddy Miles à la batterie (sa performance de choriste avec les Ronettes est conservée), puis Billy Cox améliore sa partie basse, pendant que Jimi refait ses parties de guitares. 
Si Jimi ne reviendra pas par la suite sur la chanson, il n'est pas encore entièrement satisfait du résultat, surtout que le mixage réalisé le 22 août n'est pas satisfaisant. Ce mix est publié en 2000 dans le coffret The Jimi Hendrix Experience Box Set. Ce n'est qu'après la mort de Jimi que le mixage définitif est réalisé par les ingénieurs du son Eddie Kramer et John Jansen toujours aux studios Electric Lady le 12 mai 1971 en vue de sa publication sur l'album posthume Rainbow Bridge. 

## Analyse
Jimi signe ici l'un de ses plus beaux textes, où se mêlent réflexions politiques et personnelles et spiritualité, en ayant pour thème un monde au bord de l'apocalypse à cause de la folie meurtrière des hommes. Le narrateur demande au Seigneur de l'aider après avoir gaspillé de précieuses années, car sur cette terre « résonnent les sirènes et crépitent les missiles ». Fidèle à l'esprit du Flower Power, il espère que « l'amour sera la réponse » et que celle-ci « viendra avant l'été », tout en prodiguant ses conseils : « Ne laisse pas ton imagination te prendre par surprise », puis « Ne sois pas trop défoncé, s'il te plait, n'oublie pas que tu es un homme ».
Contrairement au titre, Earth Blues n'est pas du blues mais du funk rock. Earth Blues est dans la même veine que Dolly Dagger. C'est à l'origine un titre du Band of Gypsys, même s'il ne subsiste ici de la prestation de Buddy Miles que les chœurs qu'il a enregistré. Bien que Mitch Mitchell l'a remplacé à la batterie, le jeu de toms de l'introduction est toutefois directement inspiré du style de Buddy Miles. Là encore, le rôle de Billy Cox est à souligner car c'est la basse, véritable moteur, qui donne la pulsion rythmique du titre. Notons enfin la qualité de la performance vocale de Jimi Hendrix, dans un style vocal proche de celui de Buddy Miles. Mais d'après John Jansen, le style des chœurs laisse perplexe le personnel du studio : « Earth Blues est une bonne chanson, mais personne ne voulait entendre ces "Everybody !!" chantés sur un disque de Jimi. Quand Jimi n'était pas là et que Jeffery nous entendaient travailler sur le morceau, il levait les mains et roulait les yeux ».

## Personnel
- Jimi Hendrix : chant, guitares
- Billy Cox : basse, choeurs
- Mitch Mitchell : batterie
- Juma Sultan : percussions
- Buddy Miles et The Ronettes : choeurs